# イェイソン・アセンシオ
イェイソン・アセンシオ（Yeison Asencio, 1989年11月14日 - ）は、 ドミニカ共和国・サントドミンゴ出身のプロ野球選手（外野手）。右投右打。メキシカンリーグのカンペチェ・パイレーツ所属。

## 経歴

### プロ入りとパドレス傘下時代
2009年にサンディエゴ・パドレスと契約を結ぶ。この契約の際にヨアン・アルカンタラ（Yoan Alcantra）という偽名と年齢詐称をした。
2012年に40人枠に登録される。
2013年にはオールスター・フューチャーズゲームに選出された。
2014年11月20日にDFAとなり、25日に40人枠外となった。
2016年6月6日に自由契約となった。

### メキシカンリーグ時代
2016年6月10日にメキシカンリーグのキンタナロー・タイガースと契約した。
2017年3月29日に自由契約となった。

### BCリーグ・石川時代
2017年3月31日にBCリーグの石川ミリオンスターズに入団することが正式に発表された。背番号は33に決まった。
石川では53試合に出場し、打率.338、8本、37打点と結果を残したが、8月18日に自由契約となった。

### メキシカンリーグ復帰
2018年4月27日にメキシカンリーグのドスラレドス・オウルズと契約した。6月5日に解雇されたが、7月18日にメキシコシティ・レッドデビルズと契約した。
2019年は、タバスコ・キャトルメン、ユカタン・ライオンズ、ティファナ・ブルズと、所属チームを転々とした。3球団合計で104試合に出場し、17本塁打を放った。
2021年7月6日にカンペチェ・パイレーツと契約した。